# Лонгвуд (Флорида)
Лонгвуд (англ. Longwood) — місто (англ. city) в США, в окрузі Семінол штату Флорида. Населення — 15 087 осіб (2020).

## Географія
Лонгвуд розташований за координатами 28°42′6″ пн. ш. 81°20′54″ зх. д. / 28.70167° пн. ш. 81.34833° зх. д. (28.701725, -81.348291).  За даними Бюро перепису населення США в 2010 році місто мало площу 15,04 км², з яких 14,12 км² — суходіл та 0,92 км² — водойми.

## Демографія
Згідно з переписом 2010 року, у місті мешкало 13 657 осіб у 5244 домогосподарствах у складі 3529 родин. Густота населення становила 908 осіб/км².  Було 5680 помешкань (378/км²).
Расовий склад населення:
| - 85,5 % — білих - 5,1 % — чорних або афроамериканців - 3,4 % — азіатів - 0,5 % — корінних американців - 0,1 % — вихідців з тихоокеанських островів - 3,0 % — осіб інших рас |

До двох чи більше рас належало 2,5 %. Частка іспаномовних становила 15,8 % від усіх жителів.
За віковим діапазоном населення розподілялося таким чином: 21,4 % — особи молодші 18 років, 62,2 % — особи у віці 18—64 років, 16,4 % — особи у віці 65 років та старші. Медіана віку мешканця становила 42,0 року. На 100 осіб жіночої статі у місті припадало 91,4 чоловіків;  на 100 жінок у віці від 18 років та старших — 89,3 чоловіків також старших 18 років.
Середній дохід на одне домашнє господарство  становив 65 649 доларів США (медіана — 56 045), а середній дохід на одну сім'ю — 76 145 доларів (медіана — 67 377). Медіана доходів становила 46 429 доларів для чоловіків та 36 828 доларів для жінок. За межею бідності перебувало 12,1 % осіб, у тому числі 20,1 % дітей у віці до 18 років та 9,6 % осіб у віці 65 років та старших.
Цивільне працевлаштоване населення становило 6721 особа. Основні галузі зайнятості: освіта, охорона здоров'я та соціальна допомога — 22,5 %, науковці, спеціалісти, менеджери — 15,0 %, роздрібна торгівля — 12,8 %, мистецтво, розваги та відпочинок — 11,2 %.